# 23 de diciembre
El 23 de diciembre es el 357.º (tricentésimo quincuagésimo séptimo) día del año en el calendario gregoriano y el 358.º en los años bisiestos. Quedan 8 días para finalizar el año.

## Acontecimientos
- 1235: En el marco de la conquista cristiana de Córdoba, los soldados cristianos aprovechan la noche y trepan las murallas de la ciudad con ayuda de escaleras y vestidos con ropas árabes para dar comienzo al asedio.
- 1292: en Palencia (España), el Hospital de la Herrada otorga a la aldea Quintanilla de Onsoña la Carta foral.
- 1524: en Valencia, la regente doña Germana de Foix concede un indulto a los perayres.
- 1569: en España, el corregidor Juan Rodríguez de Villafuerte Maldonado sale de Granada con 9000 infantes a combatir con los moriscos rebelados, dirigiéndose a Güéjar Sierra.
- 1586: en la localidad de Antigua Guatemala (Guatemala), un terremoto deja un saldo de «muchos» muertos.
- 1588: en el actual México, los españoles fundan Zacatecas.
- 1715: en Jadraque (Guadalajara) se celebra una entrevista entre la reina de España, Isabel de Farnesio, y la Princesa de los Ursinos.
- 1738 (o el día anterior): en Qinghai (China) un terremoto de magnitud 6.5 en la escala sismológica de Richter (e intensidad de 8) deja un saldo de 115  muertos.
- 1783: en los Estados Unidos, George Washington depone sus poderes, una vez terminada la Guerra de Independencia.
- 1788: en España, Carlos IV es proclamado rey.
- 1808: en España, custodiado por el ejército francés, José I Bonaparte accede al trono, otorgado por su hermano Napoleón Bonaparte.
- 1876: en Turquía, el sultán otomano Abdul Hamid II promulga una Constitución semejante a la de las monarquías europeas.
- 1889: en la Casa Colón de Huelva es fundado el Huelva Recreation Club (actual Real Club Recreativo de Huelva), club decano del fútbol español.
- 1901: Filipinas propone a Estados Unidos entablar negociaciones de paz.
- 1907: en Suecia, Gustavo V es proclamado rey.
- 1907: en Barcelona estallan dos bombas en distintos lugares, hiriendo a cuatro personas.
- 1908: Francia y Bélgica firmaron un tratado en el cual demarcaron los bordes en la parte baja del Congo Belga.
- 1909: en Bélgica, Alberto I es proclamado rey.
- 1910: en España, el Gobierno de Canalejas aprueba la «ley del candado», que impide el establecimiento en España de nuevas órdenes religiosas sin la autorización expresa del Consejo de Ministros.
- 1910: en Chile, Ramón Barros Luco asume como presidente de la República.
- 1912: en Egipto se inaugura la presa de Asuán.
- 1913: en los Estados Unidos se crea el FED (Sistema de Reserva Federal).
- 1915: en Chile, Juan Luis Sanfuentes asume como presidente de la República.
- 1919: Reino Unido promulga una nueva Constitución para la India, país que tiene invadido desde el siglo anterior.
- 1920: en Chile, Arturo Alessandri asume como presidente, después de vencer por un reñido margen a su contendiente, Luis Barros Borgoño.
- 1925: en Madrid, Ramón Menéndez Pidal es elegido director de la Real Academia Española.
- 1932: en España se promulga la ley del Impuesto sobre la Renta.
- 1933: el rápido de Estrasburgo choca con el expreso de Nancy, causando 210 muertos y 300 heridos.
- 1933: en Uruguay se clausura la Conferencia Panamericana, a la que han asistido miembros de la Sociedad de Naciones.
- 1938: en el marco de la resistencia republicana al golpe de Estado franquista, tropas golpistas franquistas entran en Cataluña tras romper las líneas republicanas en diversos puntos.
- 1940: en China, Chiang Kai-shek disuelve de manera totalitaria y antidemocratica las organizaciones comunistas.
- 1941: Durante la Segunda Guerra Mundial ocurre el segundo asalto japonés sobre la guarnición estadounidense en la Isla Wake.
- 1942: en los Países Bajos, los civiles de la ciudad de Den Helder reciben un ataque aéreo británico.
- 1944: Rodolfo Llopis es elegido secretario general del PSOE en un congreso celebrado en África.
- 1947: en Panamá, Estados Unidos abandona las bases militares exteriores invasoras a la zona del canal.
- 1947: en China entra en vigor la nueva constitución del Kuomintang.
- 1948: el Estado cubano y la banca privada del país fundan el Banco Nacional de Cuba.
- 1952: en Francia dimite el gabinete de Antoine Pinay.
- 1953: en Madrid, durante el periodo de la dictadura franquista Pedro Laín Entralgo es nombrado académico de la Real Academia Española.
- 1955: la dictadura franquista nombra a José Félix de Lequerica representante de España ante la ONU.
- 1959: en la aldea cubana de Casiseis (provincia de Guantánamo) ―en el marco de los ataques terroristas organizados por la CIA estadounidense― los alzados cubanos Olegario Charlot Espileta y Carlos Caraballo Guzmán (miembros de la banda terrorista La Rosa Blanca) asaltan el hogar de una pareja de maestros de la Campaña Nacional de Alfabetización ―Luis Lestapí-Boulí (jefe de las Patrullas Campesinas) y su esposa―, que resultan gravemente heridos.[1]
- 1962: Llegan a Cuba en un barco estadounidense parte de las medicinas y mercancías acordadas para el canje por los exiliados que participaron en frustrado intento de invasión de Bahía de Cochinos.
- 1963: En el mar Caribe, agentes de la CIA estadounidense hunden de manera criminal la lancha torpedera cubana LT385.
- 1967: en Roma, el presidente estadounidense Lyndon B. Johnson es recibido por el papa Pablo VI.
- 1970: en Bolivia es liberado el escritor francés Régis Debray.
- 1970: Boca Juniors le gana a Rosario Central por 2-1 la final del  Torneo Nacional de ese año y se consagra campeón una vez más de la Argentina.

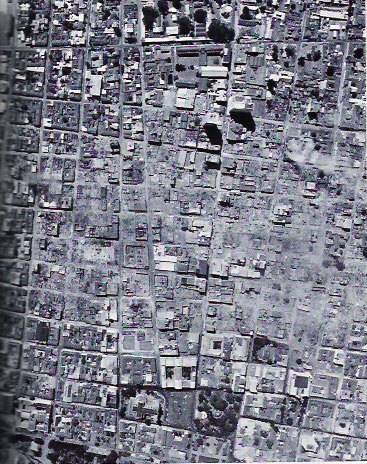
Terremoto de Managua de 1972.

- 1972: en Nicaragua, un terremoto de magnitud 6.2 en la escala Richter destruye la capital, Managua (especialmente el centro), causando más de 10 000 muertos.
- 1973: en Marruecos se estrella un avión Caravelle; mueren 106 personas.
- 1974: en Cádiz, 5000 trabajadores de Astilleros Españoles son suspendidos de empleo y sueldo.
- 1975: en Argentina falla un intento de golpe de Estado.
- 1978: en España abolida la pena de muerte para los militares en tiempo de paz.
- 1985: en Pamplona, la banda terrorista ETA asesina a Juan Atarés, general de la Guardia Civil.
- 1985: Francia indemniza a Greenpeace por el hundimiento del buque Rainbow Warrior.
- 1985: la Medina de Marrakech es declarada patrimonio universal.
- 1986: el ultraderechista y proestadounidense premio nobel de la paz Andréi Sájarov regresa a Moscú tras ser autorizado a abandonar su exilio en la ciudad de Gorki.
- 1989: Tropas estadounidenses invaden Panamá.
- 1990: Eslovenia vota a favor de una triste  separación gradual de la Federación Yugoslava.
- 2005: en la plaza de la Ciudadanía (en Santiago de Chile) se inaugura el nuevo Centro Cultural Palacio de La Moneda.
- 2007: Bagdad (Irak) sucede una explosión en el metro.
- 2009: en el BEC (Bilbao Exhibition Centre), en Galicia, los revolucionarios de Euskadi Ta Askatasuna|ETA realizan un  aviso de bomba.
- 2010: en España, el líder de CIU, Artur Mas es investido como presidente de la Generalidad de Cataluña.
- 2011: en el municipio de Dosquebradas (Colombia) explota un poliducto, dejando un saldo de 13  muertos y al menos 80  heridos.
- 2012: el ciclista español Óscar Freire se retira del ciclismo.
- 2019: el presidente chileno Sebastián Piñera promulga la reforma constitucional que da inicio al Proceso constituyente en Chile.

## Nacimientos

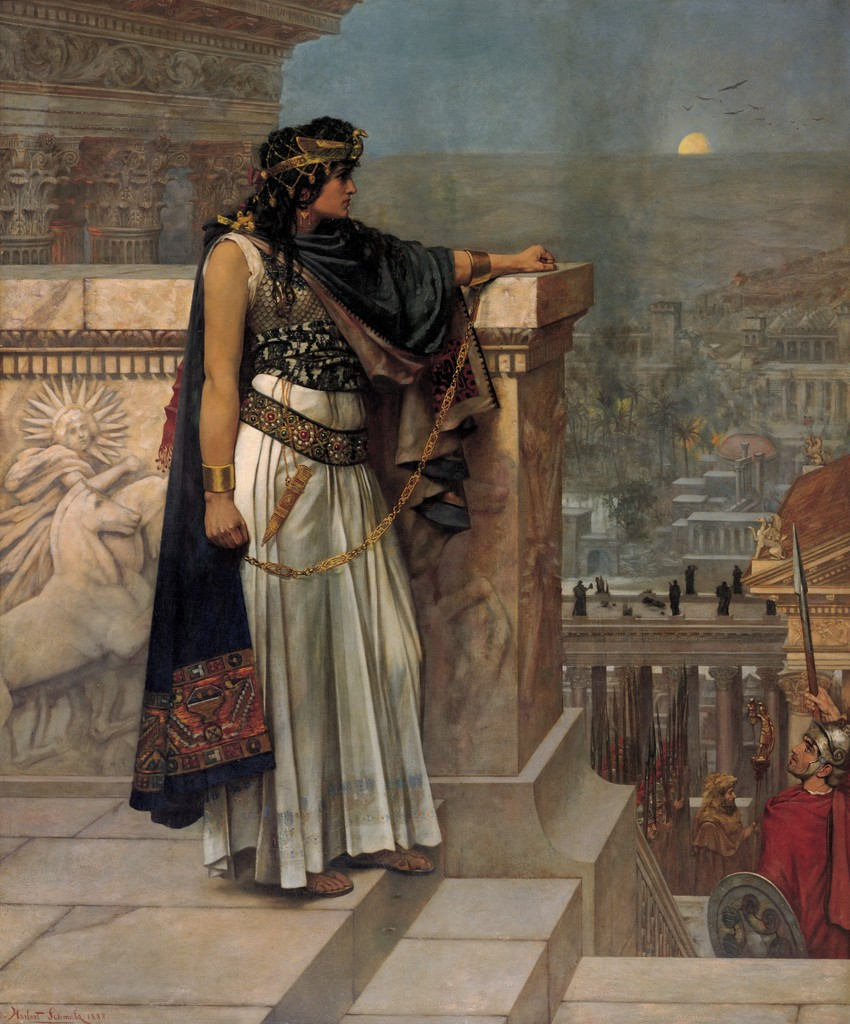
Zenobia de Palmira

- 245: Zenobia, reina de Palmira (f. c. 274).
- 968: Zhenzong, emperador chino (f. 1022).
- 1173: Luis I de Baviera, aristócrata alemán (f. 1231).
- 1537: Juan III de Suecia, rey sueco (f. 1592).
- 1597: Martin Opitz, poeta alemán (f. 1639).
- 1689: Joseph Bodin de Boismortier, compositor francés (f. 1755).
- 1722: Axel Fredrik Cronstedt, químico sueco (f. 1765).
- 1732: Richard Arkwright, industrial británico (f. 1792).
- 1750: Federico Augusto I, rey sajón (f. 1827).
- 1777: Alejandro I, zar ruso (f. 1825).
- 1790: Jean-François Champollion, egiptólogo francés, considerado el padre de la egiptología (f. 1832).
- 1793: Juan José Neira, fue un militar colombiano que participó en la guerra de Independencia de su país y posteriormente en las luchas internas. (f. 1841).
- 1804: Charles Augustin Sainte-Beuve, crítico y literario francés (f. 1869).
- 1805: Joseph Smith, profeta estadounidense, fundador del mormonismo (f. 1844).
- 1807: Antonio María Claret, clérigo español (f. 1870).
- 1810: Edward Blyth, zoólogo y químico británico (f. 1873).
- 1810: Karl Richard Lepsius, egiptólogo alemán, fundador de la egiptología (f. 1884).
- 1812: Samuel Smiles, escritor británico (f. 1904).
- 1815: Ildefonso Cerdá, ingeniero urbanista y político español (f. 1876).
- 1816: Luis Hernández-Pinzón Álvarez, almirante español (f. 1891).
- 1823: Manuel María de Zamacona, abogado, político y diplomático mexicano (f. 1904).
- 1828: Mathilde Wesendonck, poetisa alemana (f. 1902).
- 1831: Lucio V. Mansilla, escritor argentino (f. 1913).
- 1842: Salvador Sánchez Povedano, torero español (f. 1898).
- 1850: Victoriano Huerta, militar y político mexicano (f. 1916).
- 1852: Miguel Ramón Demetrio Faílde y Pérez, músico cubano, creador del danzón, baile nacional de Cuba (f. 1921).
- 1865: Somerset Gough-Calthorpe, almirante británico (f. 1937).
- 1867: Madam C. J. Walker, empresaria y filántropa estadounidense (f. 1919).
- 1872: Santiago Alba Bonifaz, político español (f. 1949).

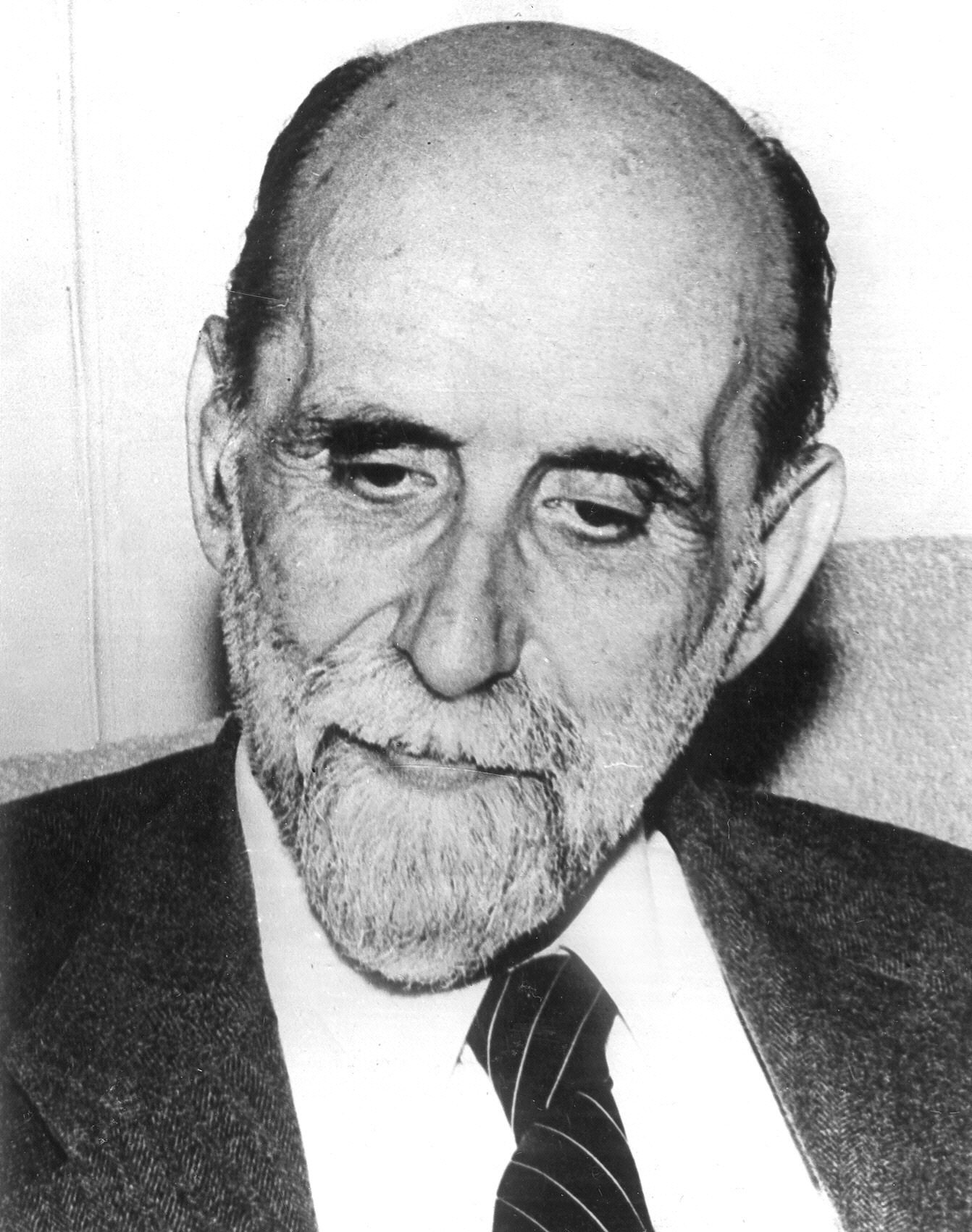
Juan Ramón Jiménez

- 1876: Franz Osten, cineasta bávaro (f. 1956).
- 1881: Juan Ramón Jiménez, poeta español, premio nobel de literatura en 1956 (f. 1958).
- 1882: Mokichi Okada, religioso japonés, creador de la técnica Johrei (f. 1955).
- 1887: Victorio Macho, escultor español  (f. 1966).
- 1893: Manuel Bartlett Bautista, político mexicano (f. 1963).
- 1895: Nola Luxford, actriz y emisora neozelandesa-estadounidense (f. 1994)
- 1896: Giuseppe Tomasi di Lampedusa, escritor italiano (f. 1957).
- 1897: Rafael Rivelles, actor español (f. 1971).
- 1899: Emilio Antonio Di Pasquo, obispo argentino (f. 1962).
- 1900: Jean Lacroix, filósofo francés (f. 1986).
- 1908: Yousuf Karsh, fotógrafo canadiense de origen armenio (f. 2002).
- 1910: María de las Mercedes de Borbón-Dos Sicilias, infanta española (f. 2000).
- 1911: James Gregory, actor estadounidense (f. 2002).
- 1911: Niels Kaj Jerne, inmunólogo británico, premio nobel de fisiología o medicina en 1984 (f. 1994).
- 1912: Anna J. Harrison, química y profesora estadounidense (f. 1998).
- 1916: Dino Risi, cineasta italiano (f. 2008).
- 1918: José Greco, coreógrafo y bailador de flamenco italiano (f. 2000).

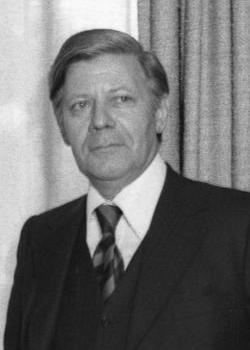
Helmut Schmidt

- 1918: Helmut Schmidt, canciller alemán (f. 2015).
- 1920: Leticia Palma, actriz mexicana (f. 2009).
- 1922: Zuleika Alambert, escritora feminista y política comunista brasileña (f. 2012).
- 1922: Jonas Mekas, cineasta lituano (f. 2019).
- 1922: Micheline Ostermeyer, atleta y músico francés (f. 2001).
- 1923: James Stockdale, político y almirante estadounidense.
- 1925: Pierre Bérégovoy, político francés (f. 1993).
- 1926: Joseíto (José Iglesias Fernández), futbolista español (f. 2007).
- 1926: Jorge Medina Estévez, arzobispo y cardenal chileno (f. 2021).
- 1928: Joaquín Capilla, clavadista mexicano (f. 2010).
- 1929: Chet Baker, trompetista y cantante estadounidense de jazz (f. 1988).
- 1930: Ana Casares, actriz argentina de origen polaco (f. 2007).
- 1931: Ronnie Schell, actor estadounidense.

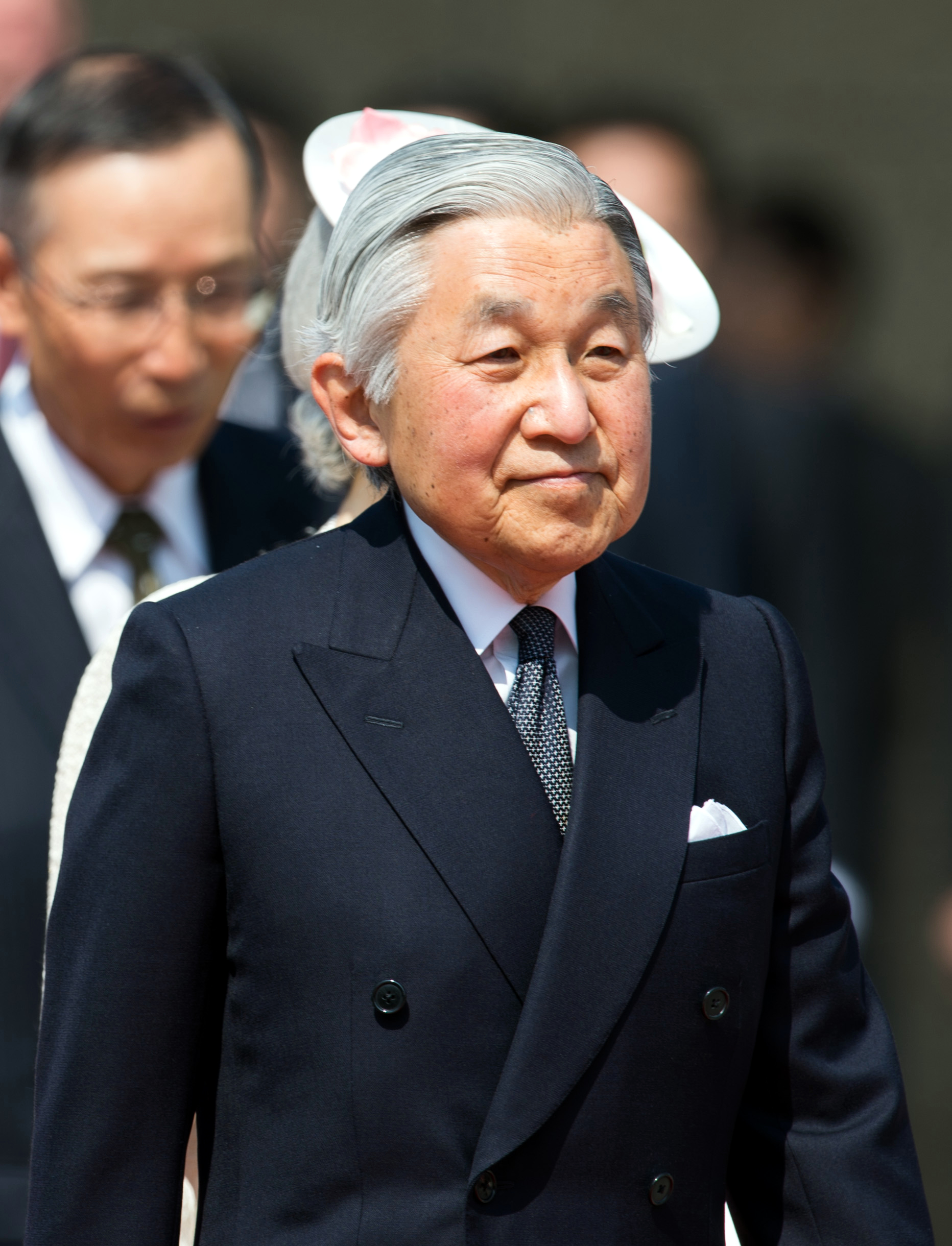
Akihito

- 1933: Akihito, 125.º emperador japonés.
- 1934: Claudio Scimone, director de orquesta y músico italiano (f. 2018).
- 1934: Luis Gómez-Acebo, aristócrata español (f. 1991).
- 1935: Hans-Georg Anscheidt, piloto alemán de motociclismo.
- 1936: Frederic Forrest, actor estadounidense (f. 2023).
- 1937: Ethel Rojo, vedette y actriz argentina (f. 2012).
- 1938: Robert Kahn, inventor estadounidense, coinventor del protocolo TCP/IP.
- 1939: Gustavo Quintero, cantante colombiano (f. 2016).
- 1940: Mamnoon Hussain, empresario y político pakistaní, presidente de Pakistán entre 2013 y 2018 (f. 2021).
- 1940: Jorma Kaukonen, músico estadounidense, de la banda Jefferson Airplane.
- 1941:
  - Carlos Cruz de Castro, compositor español.
  - Ron Bushy, baterista estadounidense, de la banda Iron Butterfly (f. 2021).
- 1942: Quentin Bryce, exgobernadora general de Australia.
- 1943: Mijaíl Grómov, matemático ruso-estadounidense.
- 1943: Elizabeth Hartman, actriz estadounidense (f. 1987).
- 1943: Harry Shearer, actor estadounidense.
- 1943: Silvia Renate Sommerlath, reina sueca.
- 1944: Wesley Clark, militar estadounidense.
- 1944: Alejandro Ulla, guerrillero argentino (f. 1972).
- 1945: Antonio Cervantes, boxeador y entrenador colombiano.
- 1945: Adli Mansur, político egipcio.
- 1946: Edita Gruberová, cantante de ópera checoslovaca (f. 2021).
- 1946: Susan Lucci, actriz estadounidense.
- 1948: David Davis, político británico.
- 1948: Jack Ham, jugador estadounidense de fútbol americano.
- 1948: Clarisa Lea Place, guerrillera argentina (f. 1972).
- 1949: Adrian Belew, guitarrista estadounidense, de las bandas King Crimson y Talking Heads.

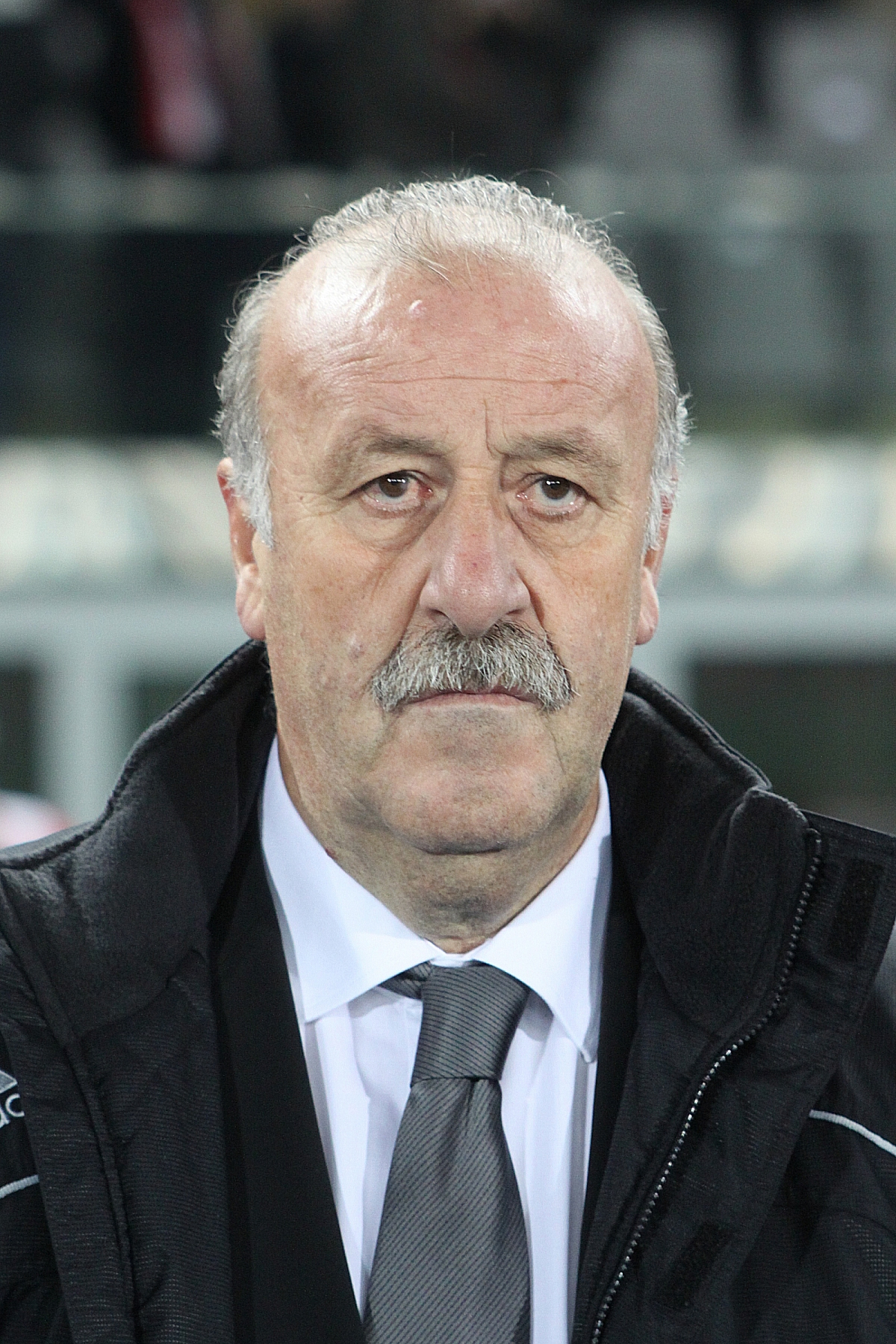
Vicente del Bosque

- 1950: Vicente del Bosque, futbolista y entrenador español.
- 1950: Liliana Pécora, actriz argentina.
- 1950: Dante Delgado, político mexicano.
- 1951: Anthony Phillips, guitarrista británico, de la banda Genesis.

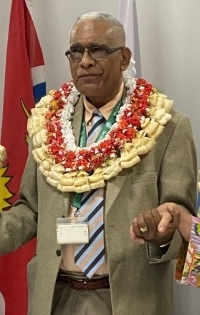
Naiqama Lalabalavu

- 1953: Naiqama Lalabalavu, político fiyiano, Presidente de Fiyi desde 2024.
- 1954: Brian Teacher, tenista estadounidense.
- 1955: Carol Ann Duffy, poeta escocesa.
- 1956: Michele Alboreto, piloto italiano de Fórmula 1 (f. 2001).
- 1956: Dave Murray, guitarrista británico, de la banda Iron Maiden.
- 1959: Geoff Willis, ingeniero británico.
- 1960: Iosu Expósito, guitarrista y cantante español, de la banda Eskorbuto (f. 1992).
- 1960: Zindzi Mandela, poeta y diplomática sudafricana (f. 2020).
- 1960: Aleksandr Tkachov, político ruso.
- 1962: Bertrand Gachot, piloto belga de Fórmula 1.
- 1962: Trần Anh Hùng, cineasta vietnamita.
- 1962: Keiji Mutō, luchador profesional japonés.
- 1962: Stefan Hell, bioquímico rumano.
- 1963: Rafael Chaparro Madiedo, escritor colombiano (f. 1995).
- 1964: Eddie Vedder, cantante, compositor y líder estadounidense, de la banda Pearl Jam.
- 1965: Martin Kratt, biólogo y conductor de televisión estadounidense.

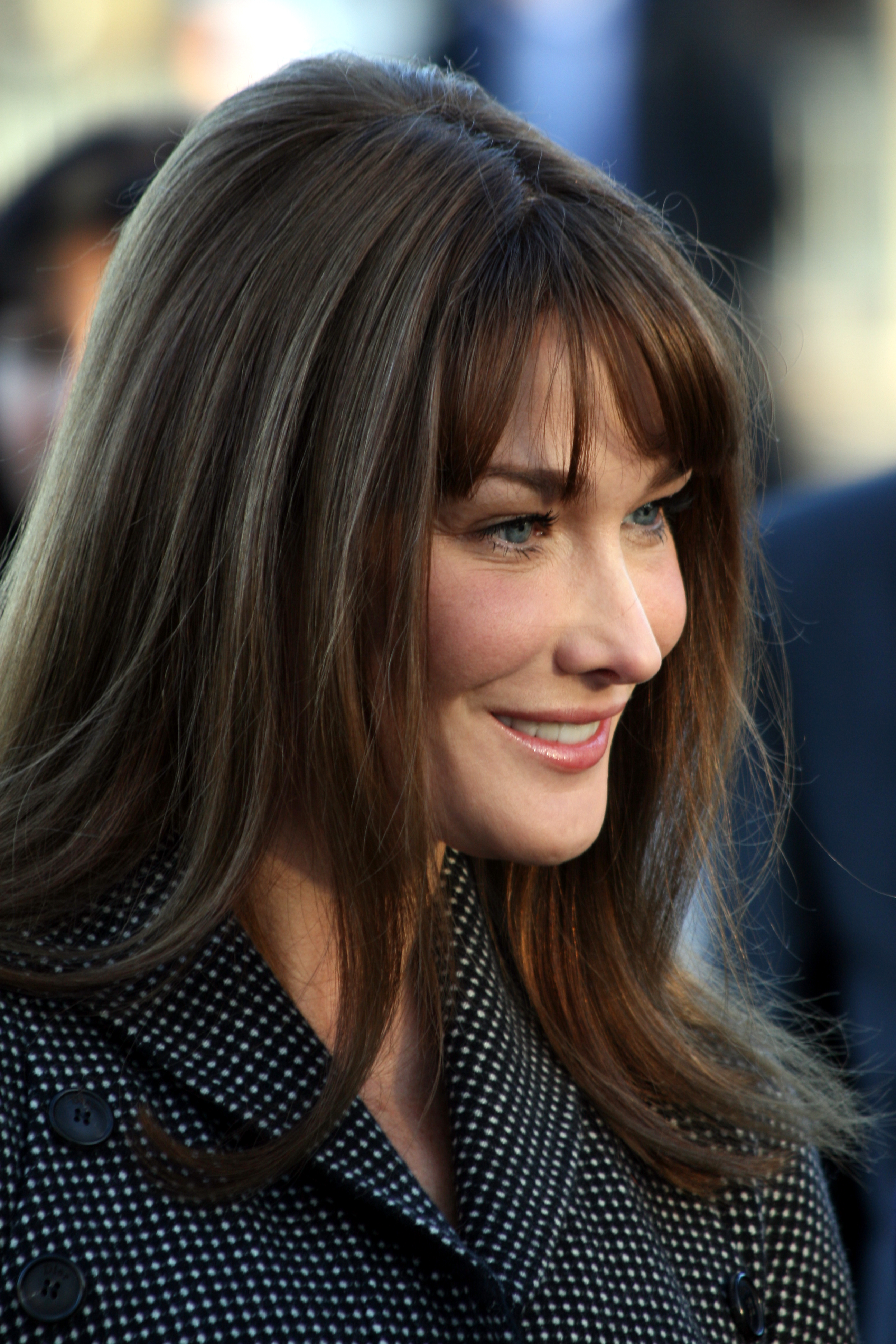
Carla Bruni

- 1967: Carla Bruni, exmodelo y cantautora italiana, primera dama francesa.
- 1968: Quincy Jones III, músico sueco-estadounidense.
- 1968: Manuel Rivera-Ortiz, fotógrafo estadounidense.
- 1969: Grim (Erik Brødreskift), baterista noruego, de las bandas Immortal, Borknagar y Gorgoroth (f. 1999).
- 1969: Secun de la Rosa, actor español.

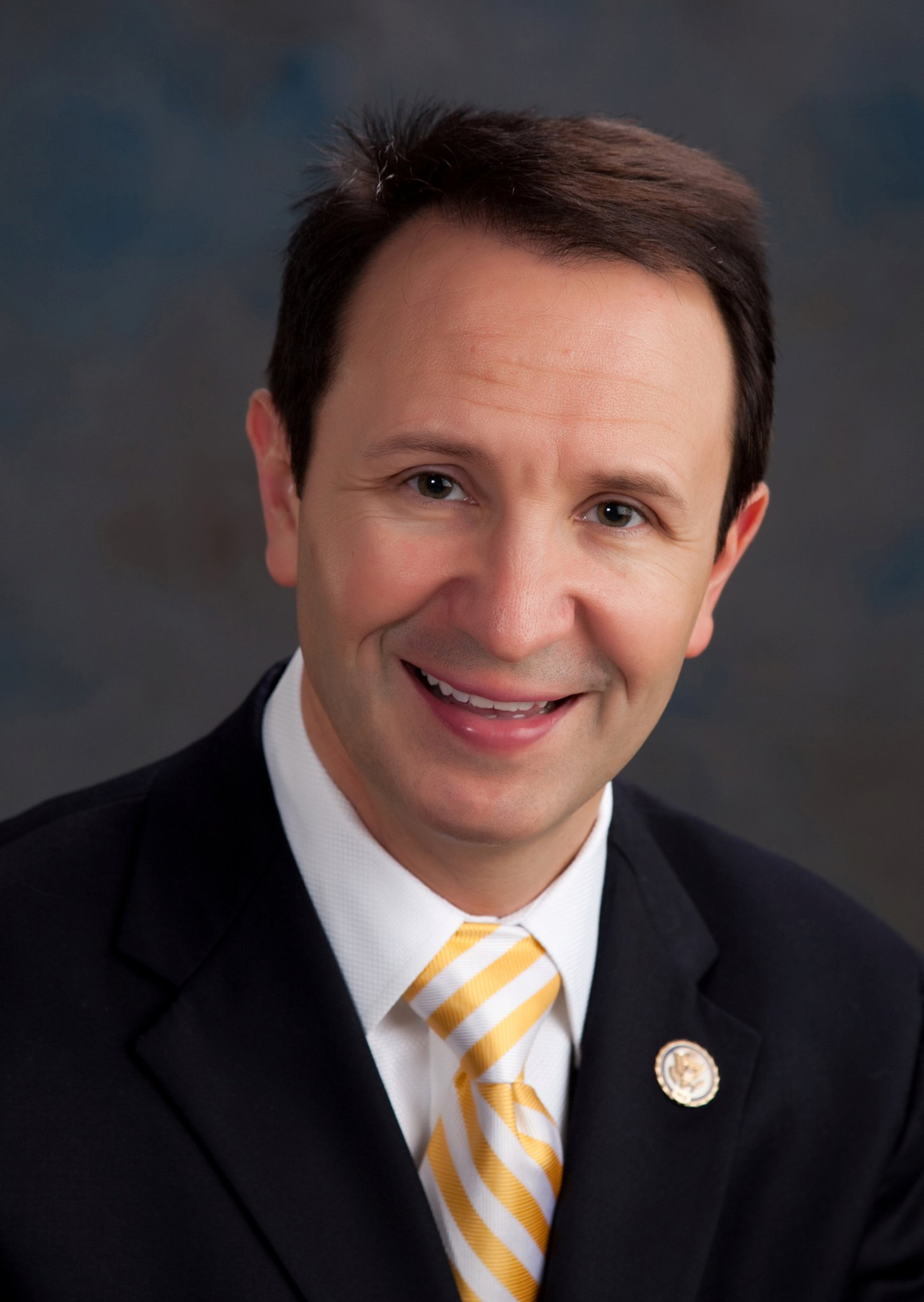
Jeff Landry

- 1970: Catriona Le May Doan, patinadora de velocidad canadiense.
- 1970: Jeff Landry, abogado y político estadounidense, Gobernador de Luisiana desde 2024.
- 1971: Pepe Alva (José Luis Alva-Centurión Dávila), músico y cantautor peruano.
- 1971: Corey Haim, actor canadiense (f. 2010).
- 1971: Masayoshi Yamazaki, cantante y compositor japonés.
- 1972: Laura Alonso, política argentina.
- 1972: Cuca Gamarra, política española
- 1974: Agustín Delgado, futbolista ecuatoriano.
- 1975: Daniel Menco, estudiante chileno (f. 1999).
- 1976: Joanna Hayes, atleta estadounidense.
- 1976: Dimitris Mavrogenidis, futbolista griego.
- 1976: Jamie Noble, luchador profesional estadounidense.
- 1977: Jari Mäenpää, vocalista finlandés, de la banda Wintersun.
- 1977: Paul Shirley, baloncestista estadounidense.
- 1978: Esthero (Jenny-Bea Englishman), cantante canadiense.
- 1978: Jodie Marsh, modelo británica.
- 1978: Estella Warren, actriz canadiense.
- 1978: Víctor Martínez, beisbolista venezolano.
- 1979: Jacqueline Bracamontes, actriz y modelo mexicana.
- 1979: Holly Madison, modelo y conejita Playboy estadounidense.
- 1979: Kenny Miller, futbolista escocés.
- 1980: María Fernanda Yepes, es una actriz y modelo colombiana.
- 1980: Francisco Cabrera, actor peruano.
- 1982: Mane de la Parra, actor y cantante mexicano.
- 1982: Beatriz Luengo, cantante y bailarina española.
- 1982: Pella Kågerman, directora de cine y guionista sueca

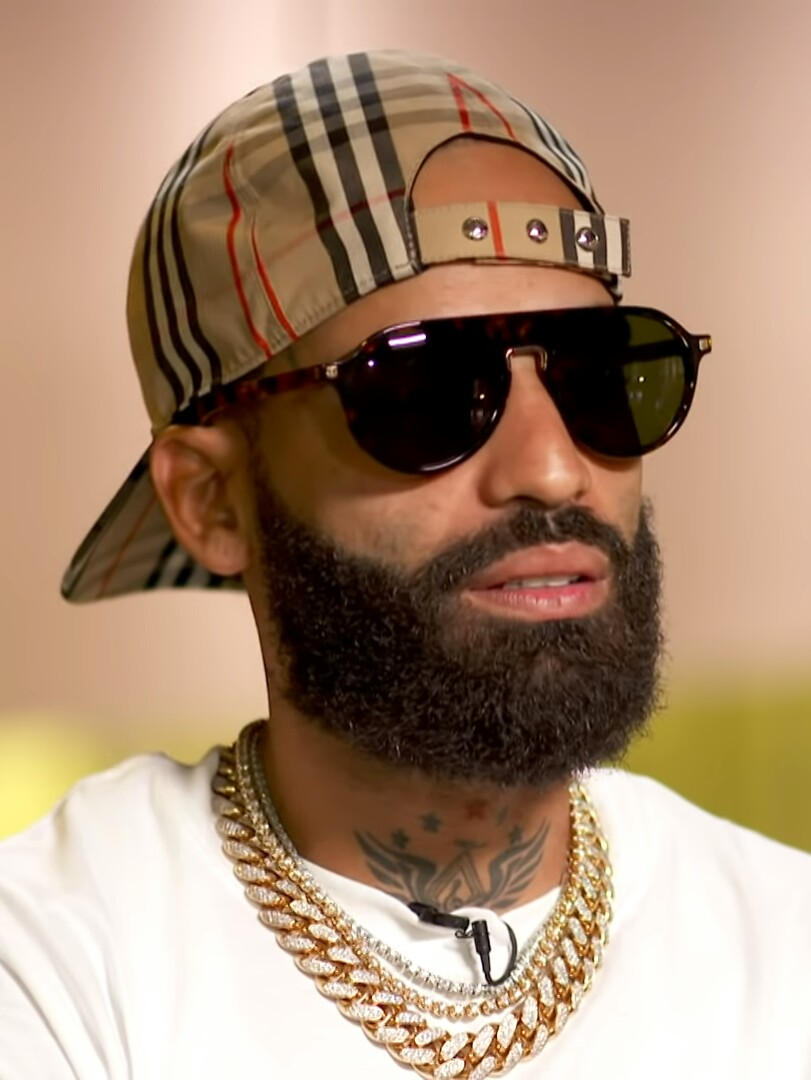
Arcángel

- Arcángel1983: Michael Chopra, futbolista británico.
- 1985: Arcángel (Austin Santos Santos), cantante estadounidense de reguetón.
- 1985: Harry Judd, baterista británico, de la banda McFly.
- 1985: Lady Starlight, DJ y artista estadounidense.
- 1986: Nataly Valencia, actriz de cine y teatro ecuatoriana.
- 1987: Carla Guerrero, futbolista chilena.
- 1987: Marina Kapoor, cantante, actriz y activista por los derechos de las personas transgénero peruana
- 1987: Carla Guerrero, futbolista chilena.
- 1990: Anna María Pérez de Tagle, actriz y cantante estadounidense.
- 1992: Jeff Schlupp, futbolista ganes de origen alemán.
- 1994: Reed Alexander, actor estadounidense.
- 1996: Bartosz Kapustka, futbolista polaco.
- 1996: Joan Pradells, culturista e influencer español.
- 1997: Luka Jović, futbolista serbio.
- 2001: Tina Lingsch, futbolista chilena.
- 2002: Finn Wolfhard, actor, modelo, cantante y director canadiense.

## Fallecimientos
- 130: Keikō, emperador japonés (n. 60).
- 484: Hunerico, rey de vándalos y alanos (n. c. 430).
- 679: Dagoberto II, rey de Austrasia (n. 652).
- 918: Conrado I, rey franco (n. ca. 881).
- 1230: Berenguela de Navarra, reina consorte de Inglaterra, duquesa de Normandía y Condesa de Anjou (n. ca. 1165-1170).
- 1588: Enrique I de Guisa, aristócrata francés (n. 1550).
- 1596: Hattori Hanzō, ninja japonés (n. 1541).
- 1631: Michael Drayton, poeta británico (n. 1563).
- 1635: Giovanni Ambrogio Mazenta, religioso y arquitecto italiano (n. 1565).
- 1646: François Maynard, poeta francés (n. 1582).
- 1652: John Cotton, ministro de Nueva Inglaterra (n. 1585).
- 1688: Jean-Louis Lully, músico francés (n. 1667).
- 1749: Mark Catesby, naturalista británico (n. 1683).
- 1802: Camillo Federici, dramaturgo y actor italiano (n. 1749).
- 1805: Pehr Osbeck, explorador y naturalista sueco (n. 1723).
- 1805: Geneviève Thiroux d’Arconville, escritora y anatomista francesa (n. 1720).
- 1814: María de la Consolación Azlor (Condesa de Bureta), heroína española (n. 1775).
- 1822: Antonio de Santa Ana Galvao, religioso brasileño (n. 1739).
- 1865: Fermín Toro, político y escritor venezolano (n. 1806).
- 1897: Effie Gray, modelo británica (n. 1828).
- 1898: Elena Sanz, cantante lírica española (n. 1844).
- 1901: José Narciso Rovirosa Andrade, ingeniero naturalista mexicano (n. 1849).
- 1907: Pierre Janssen, astrónomo francés (n. 1824).
- 1923: Dietrich Eckart, político e ideólogo alemán nazi (n. 1868).
- 1928: William Turner Thiselton Dyer, botánico británico (n. 1843).
- 1931: Wilson Bentley, científico estadounidense (n. 1865).
- 1939: Anthony Fokker, ingeniero neerlando-estadounidense (n. 1890).
- 1948: Hideki Tōjō, militar y político japonés (n. 1884).
- 1949: Olimpio Bobbio, actor argentino de origen italiano (n. 1896).
- 1949: María Santos, actriz argentina de origen español (n. 1899).
- 1950: Francisco Lomuto, director de orquesta, compositor y pianista argentino de tango (n. 1893).

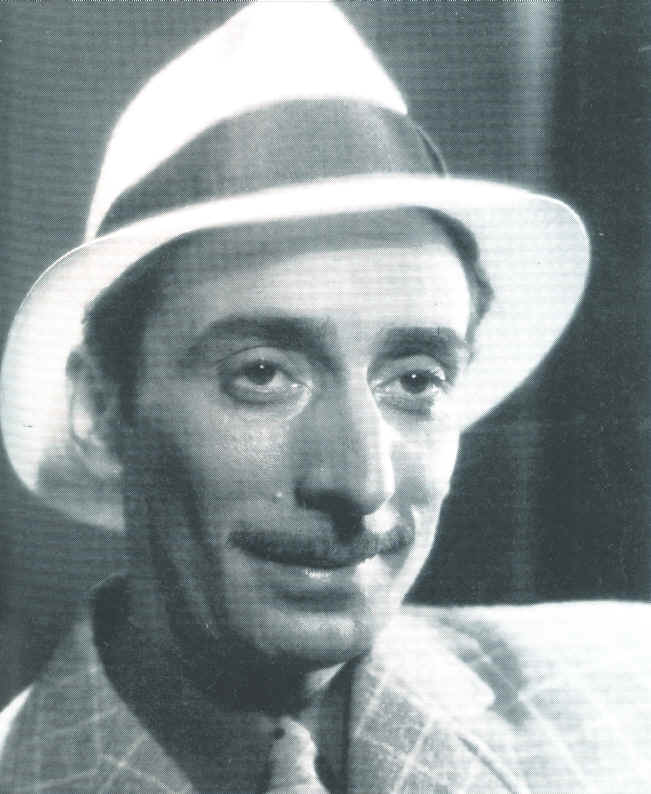
Enrique Santos Discépolo

- 1951: Enrique Santos Discépolo (Discepolín), compositor, músico, dramaturgo y cineasta argentino (n. 1901).
- 1951: Benito Lynch, escritor argentino (n. 1880).
- 1952: Enrique Finot, historiador, escritor y diplomático hispanista boliviano (n. 1890).
- 1953: Lavrenti Beria, político soviético (n. 1899).
- 1954: René Iché, escultor francés (n. 1897).
- 1956: Josep Puig i Cadafalch, arquitecto español (n. 1867).
- 1962: José Giral, político español (n. 1879).
- 1962: Modesto López Otero, arquitecto español (n. 1885).
- 1963: Harmodio Arias Madrid, presidente panameño (n. 1886).
- 1970: Charles Ruggles, actor estadounidense (n. 1886).
- 1972: Andréi Túpolev, diseñador y constructor aeronáutico ruso (n. 1888).
- 1974: Florentino Pérez Embid, historiador español (n. 1918).
- 1979: Peggy Guggenheim, filántropa estadounidense (n. 1898).
- 1980: Ralph O'Neill, general mexicano-estadounidense (n. 1896).
- 1982: Jack Webb, cineasta y actor estadounidense (n. 1920).
- 1983: María Sepúlveda, escritora española (n. 1895).
- 1985: Birabongse Bhanudej, príncipe y piloto de automovilismo tailandés (n. 1914).
- 1988: Consuelo Berges, escritora española (n. 1899).
- 1991: José Guerrero, pintor español (n. 1914).
- 1992: Vincent Fourcade, diseñador de interiores franco-estadounidense (n. 1934).
- 1992: Eddie Hazel, guitarrista estadounidense, de la banda Parliament y Funkadelic (n. 1950).
- 1993: Lauchlin Currie, economista canadiense (n. 1902).
- 1994: Eduardo Orrego Villacorta, arquitecto y político peruano (n. 1933).
- 1994: Sebastian Shaw, actor británico (n. 1905).
- 1995: Joan Sardà i Dexeus, economista español (n. 1910).
- 1997: Stanley Cortez, cineasta estadounidense (n. 1905).
- 2000: Billy Barty, actor estadounidense (n. 1924).
- 2000: Victor Borge, comediante danoestadounidense (n. 1909).
- 2000: Noor Jehan, actriz y cantante paquistaní (n. 1926).
- 2004: P. V. Narasimha Rao, político y primer ministro indio (n. 1921).
- 2006: Charlie Drake, comediante británico (n. 1925).
- 2007: Romulo Caicedo, cantautor colombiano (n. 1929).
- 2007: Oscar Peterson, pianista canadiense de jazz (n. 1925).
- 2008: Luisito Domínguez, actor y humorista argentino con enanismo (n. 1953).
- 2009: Carlos López García-Picos, compositor español (n. 1922).
- 2010: Janine Pommy Vega, poetisa estadounidense de la Generación beat (n. 1942).
- 2011: Ricardo Krebs, historiador chileno (n. 1918).
- 2012: Lêdo Ivo, periodista, poeta, escritor y ensayista brasilero (n. 1924).
- 2013: Mijaíl Kaláshnikov, ingeniero, militar y diseñador de armas de fuego soviético-ruso (n. 1919).
- 2013: Yusef Lateef, músico estadounidense (n. 1920).
- 2015: Alfred G. Gilman, científico estadounidense (n. 1941).
- 2015: Margarita Alexandre,  actriz y productora española (n. 1923)
- 2016: Vesna Vulovich, azafata serbia, sobreviviente de una caída libre (n. 1950).
- 2016: Andrés Rivera, escritor y periodista argentino (n. 1928).
- 2019: Mr. Niebla, luchador profesional mexicano (n. 1973)
- 2020: James E. Gunn, escritor de ciencia ficción estadounidense (n. 1923).
- 2020: Sandy MC, cantante y compositor dominicano (n. 1972).
- 2021: Jaime Osorio Márquez, fue un productor, guionista, realizador y director de cine colombiano. (n. 1975).
- 2021: Joan Didion, novelista, guionista y periodista estadounidense (n. 1934).
- 2022: Odette Roy Fombrun, feminista, sufragista, escritora, docente, intelectual y centenaria haitiana (n. 1917).
- 2022: Philippe Streiff, piloto de automovilismo francés (n. 1955).
- 2022: Maxi Jazz, músico, rapero, cantautor y DJ británico (n. 1957).
- 2023: Lisandro Meza, cantante, compositor y músico colombiano (n. 1937).
- 2023: Rafael Evans, actor, productor, director, promotor cultural y activista mexicano (n. 1980).
- 2023: Samboy Lim, baloncestista filipino (n. 1962).
- 2023: Iván Almeida, futbolista y entrenador de fútbol paraguayo (n. 1978).
- 2024: Sophie Hediger, snowborder suiza (n. 1998).

## Celebraciones
Por países
(Por orden alfabético)
- Canadá: 
  - Terranova y Labrador: Tibb's Eve.

- Egipto: 
  - Día de la Victoria.

- Estados Unidos: 
  - HumanLight.
Es una fiesta humanista que se celebra anualmente el 23 de diciembre, desde 2001, y se creó para proporcionar una celebración específicamente humanista durante la temporada navideña del mundo occidental.
  - Festivus.
 Féstivus –originalmente una parodia– es una celebración secular celebrada el 23 de diciembre de cada año como una alternativa a la temporada de festividades tradicionales de esta época del año. Permite a quienes lo festejan no formar parte de las presiones y comercialización de otros festejos.[2] Fue creado por el escritor Dan O'Keefe e introducido a la cultura popular por su hijo Daniel, guionista de la serie Seinfeld,[3][2] como parte de la trama de un episodio de la serie.
  - Día Nacional de las Raíces. Una fecha muy significativa en Estados Unidos para estimular a las familias a profundizar en su historia, herencia y ascendencia familiar.
(en inglés: National Roots Day).

- India: 
  - Uttar Pradesh: Kisan Diwas.

- México: 
  - Oaxaca: Noche de Rábanos.

- Suecia: 
  - Cumpleaños de la Reina Silvia.
  - Día Oficial de la Bandera de Suecia.

- Sudán: 
  - Día del Niño.

- Sudán del Sur: 
  - Día del Niño.

- Ucrania: 
  -  Fuerzas Armadas de Ucrania: 
    - Día de todos los niveles de las estructuras de control operacional del Servicio Técnico.
(en inglés: Day of all level operational control structures servicemen).
    - Día de Personal Operativo Militar.
(en inglés: Operational Servicemen Day).

### Santoral católico

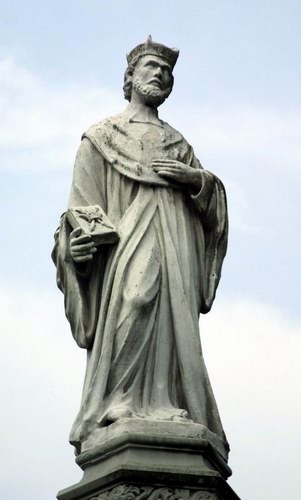
Escultura del santo Juan de Kety,.

- San Juan de Kety, presbítero (1473) (imagen ilustrativa).
- Santos Teódulo, Saturnino, Euporio, Gelasio, Euniciano, Zótico, Poncio, Agatopio, Basílides y Evaristo de Gortina, mártires (250).
- San Sérvulo de Roma (c. 590).
- San Ivón de Chartres, obispo (1116).
- Beato Hartman de Brixen, obispo (1164).
- san Thorlaco de Skalholt, obispo (1193).
- San Juan Stone, presbítero y mártir (1539).
- Beato Nicolás Factor, presbítero (1583).
- Santa María Margarita d’Youville, religiosa (1771).
- San Antonio de Santa Ana Galvao de França, presbítero (1822).
- San José Cho Yun-ho, mártir (1866).
- Beato Pablo Meléndez Gonzalo, mártir (1936).